# C/1942 C1 Whipple-Bernasconi-Kulin
La cometa Whipple-Bernasconi-Kulin, formalmente C/1942 C1 (Whipple-Bernasconi-Kulin), è una cometa con orbita iperbolica, di conseguenza è classificata come cometa non periodica. Unica particolarità di questa cometa è di avere una MOID particolarmente stretta con il pianeta Marte.

## Scoperta
La cometa è stata scoperta indipendentemente dagli astronomi Fred Lawrence Whipple e György Kulin e dall'astrofilo italiano Giovanni Bernasconi. La scoperta avvenne il 25 gennaio 1942; in seguito si scoprirono immagini di prescoperta risalenti fino al 28 dicembre 1941.
In effetti la scoperta della cometa fu attribuita inizialmente oltre che a Bernasconi e Kulin anche all'astronomo ceco Antonín Bečvář, la cui comunicazione pervenne per prima al centro mondiale deputato alla ricezione delle scoperte cometarie. Poi dopo nove mesi venne fuori che in effetti Whipple l'aveva osservata per primo, per cui il suo nome prese il posto di quello di Bečvář.